# Securitate
Securitate z rum. „bezpieczeństwo” (właśc. Departament Bezpieczeństwa Państwowego, rum. Departamentul Securității Statului) – służba specjalna komunistycznej Rumunii, wcześniej Bezpieczeństwo Państwowe (Siguranța statului). Została ona założona z pomocą NKWD 30 sierpnia 1948 i rozwiązana w grudniu 1989, zaraz po odsunięciu od władzy Nicolae Ceaușescu. DSS wchodził w skład Ministerstwa Spraw Wewnętrznych (Ministerul de Interne). Instytucja bezpieczeństwa Rumunii często zmieniała nazwę, wcześniej znana m.in. jako Główny Zarząd Bezpieczeństwa Ludowego (Direcția Generală a Securității Poporului) i Komitet Bezpieczeństwa Państwowego (Consiliul Securității Statului). Przełożonym funkcjonariuszy DSS i kierującym pracą Departamentu był sekretarz stanu Ministerstwa Spraw Wewnętrznych i szef Departamentu Bezpieczeństwa Państwowego (Ministru Secretar de Stat la Ministerul de Interne și Șef al Departamentului Securității Statului).
Powstały w 1978 na bazie poprzednich rumuńskich struktur bezpieczeństwa publicznego Departament Bezpieczeństwa Państwowego Ministerstwa Spraw Wewnętrznych był największą służbą bezpieczeństwa w krajach Układu Warszawskiego pod względem stosunku liczby tajnych współpracowników podległych ww. instytucji do liczby mieszkańców kraju. Pierwszy zaplanowany budżet tzw. securitate z 1948 zakładał zatrudnienie 4641 osób. Już w lutym 1949 3549 stanowisk było zajętych. Do 1951 liczba pracowników zwiększyła się pięciokrotnie, a już w styczniu 1956 Securitate zatrudniało 25 468 osób. W trakcie panowania Ceaușescu Securitate zatrudniało 11 000 funkcjonariuszy oraz miało pół miliona informatorów (TW), w kraju, w którym populacja wynosiła zaledwie 22 miliony osób do 1985. Securitate była jedną z najbardziej brutalnych służb specjalnych bloku wschodniego, jest odpowiedzialna za uwięzienie setek tysięcy ludzi z powodów politycznych, tortury i śmierć wielu tysięcy ludzi.

## Historia
Instytucja rumuńskiej komunistycznej bezpieki formalnie powstała na mocy dekretu 221/30 z 1948. Podwalinami przyszłej instytucji były osoby związane służbowo m.in. z INU, KRU Ludowym Komisariatem Bezpieczeństwa Państwowego (ros. NKGB) już od 1944, czyli od momentu wkroczenia Armii Czerwonej na terytorium Królestwa Rumunii. Zadaniem służb była „obrona demokratycznych zdobyczy ludu Rumunii i gwarancja bezpieczeństwa Republiki (państwo było wówczas królestwem) wobec wewnętrznych i zewnętrznych wrogów”. 
Dyrektorem DSS został generał Timofei Bodnarenko – pochodzący z Ukrainy funkcjonariusz radziecki, który zmienił nazwisko i pełnił służbę pod przykrywką jako Gheorghe Pintilie, jego zastępcami byli: pochodzący z Besarabii mjr Boris Grunberg, który występował pod nazwiskiem Alexandru Nicolschi i Ukrainiec – mjr Vladimir Mazuru (Mazurov) (późniejszy ambasador Rumunii w Polsce). Z początku dużą część pracowników i współpracowników instytucji stanowili dawni działacze Królewskiej Policji Bezpieczeństwa (rum. Direcția Generală a Poliției de Siguranță), szybko zastąpiono ich jednak lojalnymi komunistami. Pracę rumuńskich służb nadzorował przedstawiciel służb sowieckich Aleksandr Sacharowski.
W 1951 liczba pracowników służb wzrosła pięciokrotnie – był to pierwszy rok zintensyfikowania tzw. walki klasowej w Rumunii. Zakładano specjalne więzienia dla „wrogów ludu”, do których zsyłano wrogów politycznych (liberałów, konserwatystów, monarchistów, socjaldemokratów – klasyfikowanych jako amerykańscy faszyści, tajni współpracownicy RFN oraz wrogowie ZSRR i socjalizmu) bez nakazu sądowego, oficjalnego oskarżenia i procesu. W więzieniach zamęczano skazanych morderczą pracą lub skazywano na śmierć. W jednym z takich miejsc, w Syhocie Marmaroskim, mieści się dziś muzeum komunistycznych represji.
W 1964 rząd ogłosił postalinowską generalną amnestię i ok. 10 tys. więźniów mogło opuścić swe cele. Od tego czasu niezgodnie z prawdą głoszono, że w Rumunii, w przeciwieństwie do krajów Zachodu, nie ma aktualnie żadnych więźniów politycznych.
W latach 70 XX w. bezpieka nasiliła atmosferę antyszpiegowskiej psychozy w kraju: mieszkańców Rumunii zobowiązano do donoszenia na znajomych, współpracowników w celu „wypełniania patriotycznego obowiązku”. W ciągu 24 godzin należało poinformować służby o każdym zetknięciu się z cudzoziemcem. Na posiadanie radia trzeba było uzyskać zezwolenie. Inną metodą na uzyskiwanie informacji było bezprawne wkraczanie do domów oraz biur i zakładanie mikrofonów. Rozmowy telefoniczne były notorycznie kontrolowane, natomiast wszystkie informacje przesyłane faksem oraz telefaksem były przechwytywane. Gdy spadła liczba narodzin funkcjonariusze DSS byli zobowiązani do kontroli ginekologicznych. Każda kobieta w ciąży miała regularnie przeprowadzany test ciążowy. Aborcja była zakazana. Usunięcie ciąży było surowo karane. Działania tzw. Securitate można porównać do działań tzw. Stasi oraz KGB, gdyż używano podobnej technologii i stosowano podobne metody. 
W latach 80 XX w. pod kontrolą tego ministerialnego departamentu znalazły się tzw. oddziały bezpieczeństwa (trupele di Securitate), których zadaniem było utrzymywanie porządku publicznego i pacyfikacja wystąpień antyrządowych. W tym czasie DSS liczył 23 370 funkcjonariuszy i żołnierzy wojsk wewnętrznych. Większość żołnierzy stanowili powołani do wojsk wewn. żołnierze zasadniczej służby wojskowej, oficerów szkolono w Băneasa. Podczas rewolucji w grudniu 1989 dowódcą tej formacji był gen. mjr Dumitru Ghiță.
Pod koniec rządów Nicolae Ceaușescu DSS nie zachowywał już pełnej lojalności w stosunku do Partii, choć nadal używano broni palnej wobec demonstrujących, bezbronnych ludzi. Najważniejsi funkcjonariusze tej służby specjalnej przygotowywali się do uwłaszczenia na majątku państwa.

## Uwłaszczenie nomenklatury
Wielkie majątki na przemianie gospodarczo-politycznej zrobili m.in. Dan Voiculescu, Dan Costache "Dinu" Patriciu i Ioan Niculae, najbogatsi Rumuni i dawni funkcjonariusze Departamentu Bezpieczeństwa Państwowego. Wszyscy wymienieni służyli w Zarządzie Wywiadu Zewnętrznego (Direcția de Informații Externe) komórce organizacyjnej DSS odpowiadającej za wywiad. Każdy z nich jest obecnie multimiliarderem RON i wpływowym człowiekiem.

## Zbiegowie
Słynnym i niezwykłym zbiegiem DSS jest dawny szef wywiadu zagranicznego komunistycznej Rumunii (ówcześnie Departamentul de Informații Externe, DIE), gen. dyw. Ion Pacepa, który przeszedł na stronę Zachodu w lipcu 1978 roku. W październiku 1978 Pacepa otrzymał dwa wyroki śmierci od Nicolae Ceaușescu, który wyznaczył dwa miliony dolarów za jego głowę. Jaser Arafat i Muammar al-Kadafi wyznaczyli dodatkowo po milionie dolarów nagrody. W latach 80. XX wieku Securitate wynajęła Carlosa (Szakala) by dokonał zamachu na Pacepę, za co miał otrzymać milion dolarów. Carlos nie mógł odnaleźć Pacepy, więc 21 lutego 1981 roku wysadził w powietrze z użyciem materiałów wybuchowych przekazanych mu przez Securitate część głównej siedziby Radia Wolna Europa (RWE) w Monachium. RWE wtedy wielokrotnie nadawała list Pacepy do jego córki Dany, w którym wyjaśniał powody, które go ostatecznie skłoniły do przejścia na stronę Zachodu.

## Komórki organizacyjne DSS
- Główny Zarząd Operacji Technicznych (Direcția Generală de Tehnică Operativă - DGTO) jw > kluczowa komórka organizacyjna służb. Utworzony w 1954 za radą i pomocą sowiecką, monitorował wszelkie środki elektronicznej komunikacji na terenie Rumunii i poza jej granicami. Podsłuchiwano telefony, instalowano podsłuchy w prywatnych mieszkaniach i zakładach pracy, dokonywano zagłuszania antyradzieckich i antykomunistycznych radiostacji.

- Centrum Wywiadu Zewnętrznego (Centrul de Informații Externe) (1978-1989), jw 0544 > obecnie następcą instytucjonalnym jest Serviciul de Informații Externe, szef gen. por. Aristotel Stamatoiu (1984-1990), 1059 osób personelu[10].
  - jw 0101, jedn. wywiadu nielegalnego w Europie > szef płk. Liviu Macǎu,
  - jw 0102, jedn. wywiadu nielegalnego w Ameryce Płn. i Płd. > szef płk. Gǎvrila Vǎlean,
  - jw 0103, jedn. wywiadu nielegalnego wśród nielegalnej emigracji, oraz wywiadu techniczno-naukowego > szef ppłk. Victor Marcu Sîrbu Ion,
  - Sekcja I (Secția a I), jw 0199, jedn. operacyjna wywiadu w Europie Wsch. > szef ppłk. Dragomir Stefan,
  - Sekcja II (Secția a II-a), jw 0201, jedn. operacyjna wywiadu w Ameryce Płn. i Płd. > szef płk. Gheorge Nastase,
  - Sekcja III (Secția a III-a), jw 0208, jedn. operacyjna wywiadu na Bliskim Wsch., w Afryce, Azji i Australii > szef ppłk. Dragomir Ion,
  - Sekcja IV (Secția a IV-a), jw 0225, jedn. inwigilacji środowisk emigracyjnych i Radia Wolna Europa > szef płk. Gheorge Ionescu „Iordache”,
  - Kontrwywiad CWZ (Contrainformații CIE), jw 0195, inwigilacja rumuńskiej służby zagranicznej oraz diaspory > szef gen. mjr. Ioan Moț, 424 osób personelu,
  - Kontrwywiad CWZ w krajach socjalistycznych (Contrainformații CIE în Țările Socialiste), jw 0110 > szef gen. mjr. Victor Niculicioiu, 304 osób personelu,
  - Szyfry CWZ (Cifru CIE), jw 0525 > szef gen. mjr. Gheorghe Radu, 475 osób personelu,
  - ICE Dunărea (Întreprinderea de Comerț Exterior Dunărea), jw 0107, phz Securitate, inwigilacji aparatu hz oraz pozyskiwania dewiz (1982-1990) > szef płk. Constantin Gavril, 137 osób personelu,
  - Tajne gospodarowanie walutami (Aport Valutar Secret), jw 0107/AVS > szef płk Stelian Octavian Andronic,
  - jw 0107/TS, jednostka zbierania informacji/sprzętu techniczno-naukowego > szef ppłk. Constantin Jumolea,
  - jw 0282, jednostka analiz i monitoringu, przygotowywania biuletynów dla Nicolae Ceaușescu, kierownictwa resortu i Securitate > szef płk Ciobanu „Bucur”,
  - jw 0297, jednostka logistyczna,
  - jw 0503, jednostka zadań specjalnych, również współpracy z grupami terrorystycznymi w tym i Ilichem Ramírezem Sánchezem „Carlosem” > szef płk. Marcel Roman,
  - Szkoła Specjalna CWZ w Brăneşti (Școala de pregătire specială a CIE de la Brănești), jw 0279/1.

- Zarząd Bezpieczeństwa Wewnętrznego (Direcția I-a, Direcția de Informatii Interne), jw 0610 > miał za zadanie wykrywanie przeciwników ustroju. Inwigilował intelektualistów, księży oraz wszelkich wrogów ludu, szef płk. Ilie Merce, 114 osób personelu.

- Zarząd Kontrwywiadu Gospodarczego (Direcția a II-a, contrinformatii in sect. economice), jw 0617 > szef gen. mjr. Emil Macri (1989-1990), 167 osób personelu.

- Zarząd Kontrwywiadu (Direcția a III-a, Direcția de Investigații), jw 0625 > miał za zadanie inwigilację przyjeżdżających do Rumunii cudzoziemców oraz przeciwdziałanie nawiązywaniu przez nich kontaktów z mieszkańcami SRR. Jeśli kontaktu nie udało się zerwać, podlegał on inwigilacji. Następcą instytucjonalnym jest Serviciul Român de Informații, szef gen. mjr. Aurelian Mortoiu (1985-1990), 242 osoby personelu.

- Zarząd Kontrwywiadu Wojskowego (Direcția a IV-a, contrinformatii militare), jw 0632 > szef gen. por. Gheorghe Vasile, 1133 osoby personelu.

- Zarząd Ochrony Rządu (Direcția a V-a, de Securitate și Gardă), jw 0666 > również ochrona rumuńskich placówek dyplomatyczno-konsularnych, szef gen. mjr. Marin Neagoe, 484 osoby personelu.

- Zarząd Śledztw Kryminalnych (Direcția a VI-a, cercetari penale), jw 0638 > szef – płk Gheorghe Vasile, 95 osób personelu.

- Serwis „D” (Serviciul D) > dezinformacja, dyskredytacja (Dezinformare, Discreditare), szef płk. Dumitru Tatu, 22 osoby personelu.
- Jednostka specjalna „F” > Obserwacja (Unitatea Specială F - filaj). > szef – płk Ion Băjenaru, 777 osób personelu.
- Specjalna Jednostka Antyterrorystyczna (Unitatea Specială de Luptă Antiteroristă - USLA), jw 0620 > gen. por. Iulian Vlad, 795 osób personelu.
- Wydzielone Biuro Ochrony Tajemnic Państwowych (Serviciul Independent pentru Apărarea Secretului de Stat), jw 0500 > szef gen. por. Iulian Vlad, 53 osób personelu.
- Wydzielone Biuro dla Handlu Zagranicznego (Serviciul Independent pentru Comerț Exterior) > szef płk. Ștefan Alexandru, 45 osób personelu.
- Centrum Informacji i Dokumentacji (Centru de Informatică și Documentare) > szef płk. por. Dan Nicolici, 272 osoby personelu.
- Wydzielone Biuro Prawne (Serviciul Independent Secretariat Juridic) > szef płk. Florică Dobre, 28 osób personelu.
- Wydzielone Biuro Kadr, Szkolenia, Organizacji i Mobilizacji (Serviciul Independent Cadre, Învățământ și Organizare, Mobilizare) > szef płk. Maria Petrescu, 35 osób personelu.
- Serwis „C” (Serviciul C) > Transport Tajnej Korespondencji (Transportul Corespondenței Secrete), szef płk. Mircea Ștefănescu, 77 osób personelu.
- Jednostka specjalna „P” (Unitatea Specială P) > Produkcja techniczno-operacyjna (Producție Tehnico – Operativă), szef ppłk. por. Teodor Hristea, 465 osób personelu.
- Jednostka specjalna „R” (Unitatea Specială R), jw 0659 > Łączność pomiędzy Departamentem Bezpieczeństwa Państwowego i Milicją i jednostkami Ministerstwa Spraw Wewnętrznych, Nasłuch Zagranicznych Stacji Radiowych (Transmisiuni între Departamentul Securității Statului și Miliție și Trupele Ministerului de Interne, Interceptatea Transmisiunilor de Radio Străine), szef płk. Radu Remus, 359 osób personelu.
- Jednostka specjalna „S” (Unitatea Specială S), jw 0647 > Przechwytywanie korespondencji (Interceptarea Corespondenței), szef płk Constantin Marinescu, 388 osób personelu.
- Jednostka specjalna „T” (Unitatea Specială T), jw 0639 > Nadzór i monitoring telefoniczny TONOLA (TONOLA, Supravegherea Telefoanelor și Monitorizarea Video), szef gen. mjr. Alexandru Țencu, 477 osób personelu.
- Jednostka specjalna lotnictwa (Unitatea Specială de Aviație), jw 0970, szef gen. Iulian Vlad, 44 osoby personelu.
- Dyrekcja paszportów, ewidencji cudzoziemców i kontroli granicznej (Direcția pentru pașapoarte, evidența străinilor și controlul trecerii frontierei) (1972-1989), jw 0200 >

- Komenda Wojsk Bezpieczeństwa Wewnętrznego (Comandamentul Trupelor de Securitate) > szef – gen. mjr Grigore Ghiță (1984-1990), 23370 osób kadry i żołnierzy.

- Zarząd Milicji >

- Szkoła Oficerska Bezpieczeństwa (Școala de ofițeri de Securitate de la Băneasa) >